# Kurt Malisch
Kurt Paul Malisch (* 15. Juni 1881 in Landsberg an der Warthe; † 9. April 1970 in Berlin) war ein deutscher Schwimmer.
Kurt Malisch startete für den Berliner Schwimmclub. Bei den Olympischen Spielen 1912 in Stockholm trat Malisch auf der 200-Meter-Bruststrecke und auf der 400-Meter-Bruststrecke an. In den ab dem 7. Juli stattfindenden Vor- und Zwischenläufen konnten sich für die Endläufe am 12. Juli die gleichen fünf Schwimmer qualifizieren: Der Schwede Thor Henning, der Brite Percy Courtman sowie die drei Deutschen Walter Bathe, Wilhelm Lützow und Kurt Malisch. Über 200 Meter gewann Bathe Gold vor Lützow und Malisch; über 400 Meter siegte Bathe vor dem Weltrekordhalter Henning und Courtman, Malisch belegte den vierten Platz.